# Кашубська брама
Кашубська брама (пол. Brama Kaszubska) — вузький перешийок у Кашубському поозер'ї, який розділяє Нижнє та Верхнє Радунські озера. 

## Географія

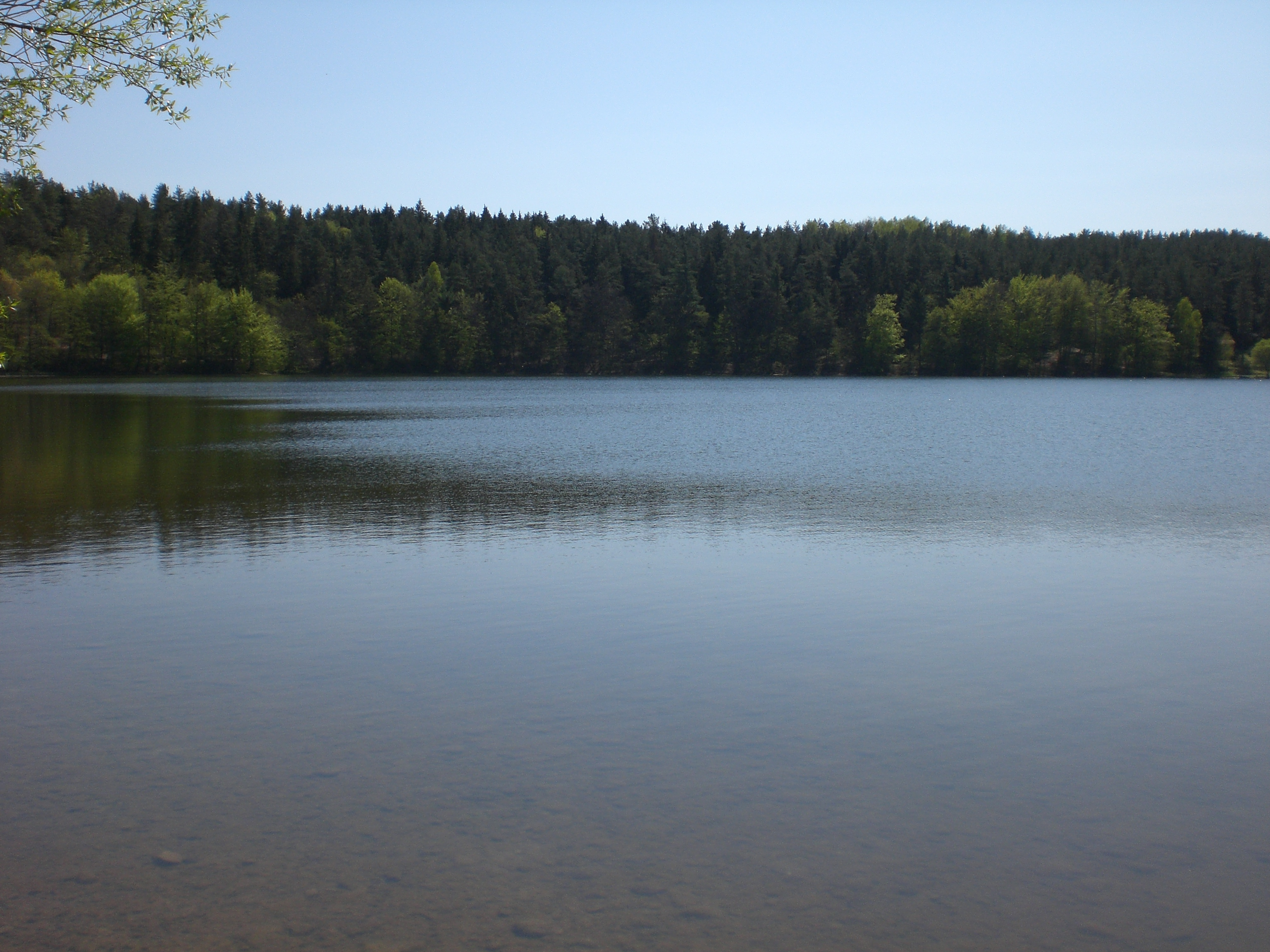
Вид на Верхнє Радунське озеро з Кашубської брами

Кашубська брама розташована в кінці лісового яру — дороги, що веде з Картуз до Битова (воєводська дорога № 228). У безпосередній близькості від «Кашубської брами» знаходиться лімнологічна  станція Гданського Університету в Боруцино і бази відпочинку на Радунських озерах. Через Кашубську браму також проходить  туристична траса «Шимбарські пагорби».